# Sidi Abdallah Ghiat
Sidi Abdallah Ghiat (en àrab سيدي عبد الله غيات, Sīdī ʿAbd Allāh Ḡiyāt; en amazic ⵙⵉⴷⵉ ⵄⴱⴷⵍⵍⴰ ⵖⵢⵢⴰⵜ) és una comuna rural de la província d'Al Haouz, a la regió de Marràqueix-Safi, al Marroc. Segons el cens de 2014 tenia una població total de 29.498 persones.